# Gossypium evertum
Gossypium evertum är en malvaväxtart som beskrevs av Orator Fuller Cook och J. W. Hubbard. Gossypium evertum ingår i släktet bomull, och familjen malvaväxter. Inga underarter finns listade i Catalogue of Life.